# ويلر إل. بيكر
ويلر إل. بيكر (بالإنجليزية: Wheeler L. Baker)‏ هو ضابط أمريكي، ولد في 1938.